# Нерсисян, Аршак
Арша́к Нерсися́н (арм. Արշակ Ներսիսյան; 20 апреля 1872, Байбурт, Байбурт, Османская империя — 31 июля 1940, Нью-Йорк, Нью-Йорк), псевдоним Сепух (арм. Սեպուհ), — деятель армянского национально-освободительного движения, фидаи. Состоял в партии Гнчакян, затем присоединился к дашнакам.

## Биография

### Детство, юношество
Аршак Нерсисян родился 20 апреля 1872 года в селе Томна, находящемся в 10 км к северу от западноармянского города Баберд (Байбурт), Османская империя. Когда Аршаку было три года, его семья переехала в соседнее село Варзаган. Здесь Аршак получил начальное образование.
В 1882 году семья переехала в Трабзон.
В 1888 году с рекомендательным письмом отца отправляется в Константинополь для продолжения учёбы, однако решает отложить образование. Здесь начинается его деятельность в качестве члена национально-освободительного движения.

### Начало деятельности
Через партийного деятеля Томаса Джелаляна Аршак вступает в ряды партии Гнчакян. По партийному заданию отвечает за организацию акций городских партизан против султанского режима. После протестов 1890 года и последовавших за ними арестов, Нерсисян отправляется в Крым В 1894 году  вступает в Дашнакцутюн.

### В составе фидаинских отрядов
В марте 1895 года Арменак Казарян (Джохк Грайр) прибывает в Севастополь с целью агитации местной молодёжи вернуться на родину и присоединиться к освободительной борьбе. Следуя этому призыву, Сепух отправляется через  в Карс, Эривань откуда в июле того же года в составе фидаинского отряда Грайра переходит на территорию Османской империи в Западную Армению.
Действовал в районе Хнуса. Здесь Сепух возглавил одну из групп, созданных для организации самообороны армянских сёл района, другой группой руководил Арутюн Айвазян (Турбух). Численность группы составляла изначально составляла 13 человек, впоследствии достигла 40-50 человек. В зону ответственности входили сёла Кахкик, Халилчавуш (Хачалуйс), Арамик, Элпис, Хозли, Зевурма и Арос. Деятельность группы состояла в вооружении местного населения и помощи ему в отражении атак курдских банд.
Результатом хорошей предварительной подготовки населения со стороны Сепуха и Турбуха стало то, что Хнус сравнительно мало пострадал во время резни 1895—1896 годов. На совещании, на котором присутствовали лидеры фидаинов и представители местных жителей, принимается решение отказаться от помощи извне, оставив в сёлах только местные отряды самообороны.
Затем Сепух переходит в Тарон и Сасун, где присоединяется к отряду Арабо (после его смерти отряд возглавил Геворг Чауш). Одним из заданий становится доставка оружия из Хмуса. Сепух отправился в путь, но по дороге, недалеко от села Кураву, был схвачен турецкими властями и заключён в тюрьму Муша, в вместе с двумя товарищами приговорён к 101 году заключения. В конце 1896 года Сепух подпадает под объявленную султаном амнистию, его переводят на родину, в тюрьму Баберда, где через некоторое время отпускают.
В составе отряда Хана (Барсега Тирякяна) Сепух отличился в сражении около села Хастур (около Алашкерта) в октябре 1899 года. По пути в Тарон отряд останавливается в этом селе, в это время на село нападают султанские войска и окружают его, завязывается ожесточенный бой. Сепух командовал первой группой, прорвавшей осаду и закрепившейся на безопасных позициях на окрестных высотах.
В 1900—1902 годах Сепух действует вместе с Мурадом Себастаци в районе Карса.
В мае 1903 года в составе группы «Мррик» («Буря») прибывает в Сасун.
Во время Сасунской самообороны 1904 года Сепух командовал оборонительной линией Шеник-Семал-Чай. 13 апреля неприятель начал массированное наступление. В этот день в сражении около Семала Сепух был ранен, а поспешивший на помощь соратнику Джохк Грайр был убит.
После раненый Сепух с группой Мурада Себастаци отправился в Ван за оружием и боеприпасами. Группа оставив Сепуха в Хлате, пересекает озеро и отправляется в Ван. Здесь он собирает вооружение и отправляет в Сасун, чтобы армяне могли продержаться до прихода Мурада Себастаци; собирает добровольческую дружину и отправляет в село Дрмерт Мушской долины, с тем, чтобы обеспечить отступление. В Хлате Сепух находится до июля 1904 года, затем присоединяется к группе Андраника, отступившей к тому моменту к Вану. После сражения у Шамирама группа направляется в Давтам, а затем — на остров Ахтамар.
В 1904—1905 годах Сепух действует вместе с Ишханом (Николом Погосяном) в районе Лернапар Васпуракана.
После начала армяно-татарской резни Сепух направляется в Закавказье, где принимает участие во многих точках конфликта, в частности, в Елизаветполе. В Закавказье Сепух действует до 1908 года, с перерывом на 4-й съезд партии Дашнакцутюн, проходивший в Вене.

### Младотурки
После прихода к власти младотурок и принятия в июле 1908 года османской Конституции, Сепух возвращается в Западную Армению. После непродолжительного заключения в Битлисе и Тароне. он возвращается в родное село Варзаган. В Битлисе Сепух женится на дочери каменщика Маркуи, разделявшей его взгляды и ставшей для него настоящей «боевой подругой».
В родном селе Сепух живёт до декабря 1912 года, основывает здесь школу, работает над развитием общественной и культурной жизни.
В 1912 году, чувствуя опасность со стороны турецких властей, Сепух в декабре 1912 года покидает село и отправляется сначала на Кавказ, затем — в Харьков, куда вскоре зовет свою жену с маленьким сыном Ервандом.

### Первая мировая война
После начала Первой мировой войны Сепух отправился в Тифлис. На состоявшемся в октябре 1914 года совещании было принято решение создать 4 армянских добровольческих дружины: под командованием Андраника, Дро, Амазаспа Срванцтяна и Сепуха. Однако, Сепух отказался принять командование полком и возглавил группу из 500 добровольцев, отправлявшихся в Салмаст к Андранику.
В полку Андраника Сепух был назначен командиром 2-й роты, заместителем командира был назначен Левон Карапетян (Зулал). Вместе с Андраником Сепух участвовал во многих сражениях, в том числе в известном сражении при Дилмане.
Вскоре, однако, между Сепухом и Андраником возникают противоречия, в том числе, по стратегическим вопросам. Сепух считал, что в Российской армии армянские добровольческие части не должны использоваться в качестве авангарда, поскольку отступающие османские войска, видя, что им противостоят армяне, мстят, уничтожая встречающееся на путях к отступлению армянское население. В то же время, профессиональные и хорошо обученные российские войска, выступая в качестве авангарда, могли бы окружать вражеские подразделения и уничтожать их, не оставляя путей к отступлению. Андраник отказывается прислушаться к аргументам Сепуха.
В 1916 году, вместе с Мурадом Себастаци, Кайцаком Аракелом, Григором Амиряном и Степаном Цагикяном, Сепух основал фонд и движение «Один армянин — один золотой» в целях оказания материальной помощи армянским сиротам и беженцам. По этой программе действовал сначала в Битлисе, затем в Баберде.
В декабре 1917 года Армянский национальный совет назначил Сепуха губернатором Баберда, а командующий русскими войсками на Кавказе Олишелидзе — военным начальником того же региона. Сепух делал всё возможное, чтобы остановить начавшееся в январе 1918 года наступление турок. Его усилия дали лишь временный результат из-за недостаточной координации действий армянских войск и падения морального духа.
После организованного отступления из Баберда в Эрзрум Сепух вместе с Мурадом принимает участие в подготовке обороны Эрзрума. Однако, по причине невыполнения воинскими подразделениями приказов командования Эрзрум пал 27 февраля 1918 года. Прикрывая отход населения, войска отступили в Саригамиш, затем — в Карс и Тифлис. Оттуда Сепух и Мурад отправились во Владикавказ, северокавказский Армавир, затем — в Баку.
В Баку Сепух и Мурад приняли участие в самообороне армянского квартала города. После падения Баку, в сентябре 1919 года, Сепух переезжает из города в город (Петровск, Кизляр, Моздок, Владимир, Керчь, Новороссийск, Батуми и др.).

### Независимая Армения
Сепух вернулся в Армению в 1919 году, и был избран членом парламента Республики Армении. Вскоре он был назначен командиром 4-й бригады Вооруженных сил Армении, дислоцировавшейся в Карсе и действовавшей, главным образом, на севере страны. Участвовал в подавлении Майского большевистского восстания 1920 года (Александрополь, Дилижан, Саригамиш).
Во время Армяно-Турецкой войны 1920 года Сепух участвует в боях при Карсе, Джаджуре. После падения Карса, отступая к Джаджуру он планирует отбить Карс контратакой. Однако, этим планам не было суждено осуществиться из-за упадочного боевого духа войск.
Во время вторжения советских войск, Сепух отчаяно, но тщетно, пытается остановить их продвижение вглубь страны.

### Эмиграция
После установления в Армении советской власти Сепух был вынужден эмигрировать. Он сначала отправился в Тифлис, затем — в Константинополь, Лондон, временно жил в Болгарии, и, наконец переехал с семьей в США, где и жил до самой смерти. В Америке Сепух занимался организационной работой и участвовал в деятельности армянской общины.

### Смерть
Сепух умер 31 июля 1940 года, так и не сумев возвратиться на родину. В своем последнем слове он пожелал, чтобы его тело кремировали и сохранили останки до тех пор, пока не станет возможным их возвращение в Армению.
20 ноября 2014 года останки Сепуха были перезахоронены на военном кладбище Еревана — Ераблуре.

## Семья
У Сепуха было много детей, рождённых в разных странах. Старший сын Ервант родился в Баберде, Мурад — в Александрополе, Кеворк — в Тифлисе, дочь Анаит — в Батуме. Ещё два сына — Андраник и Сероб — родились в Америке.